# 스트론코네
스트론코네(이탈리아어: Stroncone)는 이탈리아 움브리아주 테르니도에 위치한 코무네다. 페루자로부터 남동쪽 70km, 테르니로부터 남쪽 8km 거리에 있다.

## 주요 관광지
- 산타 루치아 스트론코네 천문대

## 출신 인물
- 아스프릴리오 파첼리 (1570-1623) - 바로크 시대의 작곡가